# Porto di Yangshan

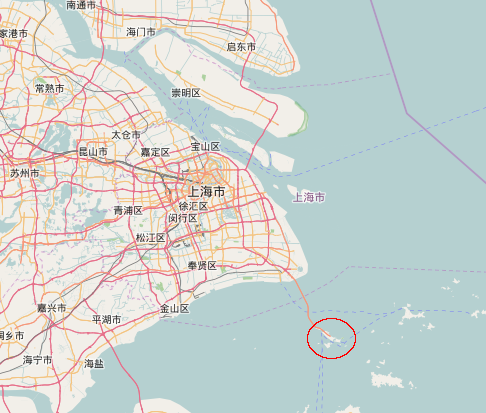
Porto di Yangshan

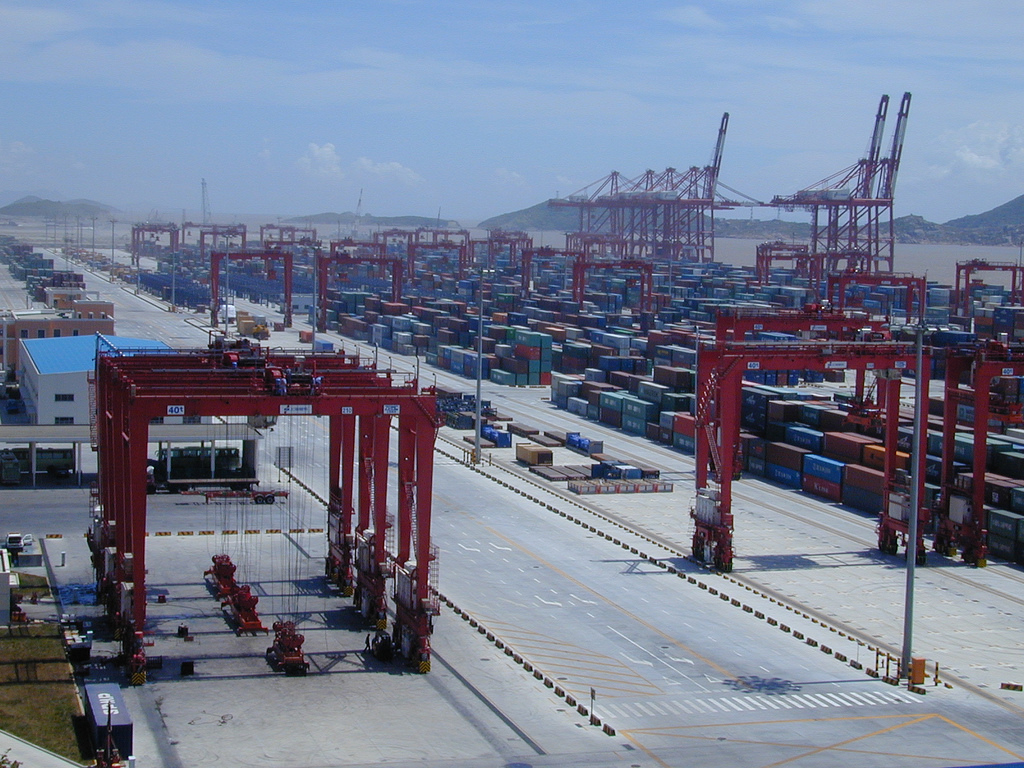
Una zona del porto di Yangshan

Il porto di Yangshan (cinese: 洋山, p Yángshān Gǎng), formalmente il porto in acque profonde di Yangshan (洋山, p Yángshān Shēnshuǐ Gǎng), è un porto in acque profonde per navi container nella Baia di Hangzhou, a sud di Shanghai. Collegate al distretto di Pudong di Shanghai dal ponte di Donghai e formanti parte del porto di Shanghai, le isole di Grande e Piccola Yangshan sono amministrate separatamente come parte della contea di Shengsi nello Zhejiang.
Costruito per consentire al porto di Shanghai di svilupparsi malgrado le acque poco profonde vicino alla costa, il porto di Yangshan permette la costruzione di ormeggi con profondità fino a 15 m, e può gestire le più grandi navi container odierne. Il porto è costruito sulle isole di Grande e Piccola Yangshan, parte dell'arcipelago di Zhoushan, con riempimenti di terra sottratta al mare ed è collegato al continente attraverso il ponte di Donghai di 32,5 km, aperto il 1º dicembre 2005 come il ponte marittimo più lungo del mondo, anche se fu poi superato dal ponte della baia di Hangzou nel 2008 (lungo 36 km) e dal ponte della baia di Qingdao nel 2011 (41 km).
A metà del 2011, l'autorità portuale di Shanghai annunciò che il porto di Yangshan era in procinto di muovere 12,3 milioni di TEU durante l'anno, in aumento sui 10,1 milioni di TEU nel 2010., con l'obiettivo di arrivare fino a 15 milioni di TEU entro il 2015.

## Storia del progetto
Dopo aver superato il porto di Rotterdam nel 2003, quello di Hong Kong nel 2004 e quello di Singapore nel 2005, il porto di Shanghai è ormai, grazie al dinamismo della Cina, il più importante porto del mondo. Ma il porto è completamente congestionato, stretto all'imbocco Fiume Azzurro, con un pescaggio limitato a dieci metri, allorquando il suo traffico conosce una crescita annuale del 30%.
Nel 2000-2001, fu presa la decisione di costruire un nuovo porto in acque profonde (pescaggio di 15,5 m) sulle isole Yangshan al largo di Shanghai, con un progetto in più fasi. Dovendo il nuovo porto essere collegato al continente, per prima cosa si costruì il ponte di Donghai, all'epoca il più lungo ponte marittimo del mondo. Il ponte, dotato di un'autostrada a sei corsie, richiese 6.0000 operai e due anni e mezzo per essere costruito. Il costo totale dell'infrastruttura del porto può forse raggiungere i 12 miliardi di dollari nell'arco di 20 anni.
La prima fase vide la realizzazione di una banchina all'estremità occidentale, inaugurata nel dicembre 2005 e che comprende dieci ormeggi con gru a portale per navi Post-Panamax, con una capacità di 3 milioni di TEU l'anno. Una seconda banchina fu poi costruita nella seconda fase, inaugurata nel dicembre 2006 con una superficie di 72 ettari, sostenuta da 2.819 pilastri e servita da cinque gru per navi Post-Panamax, portando la capacità del complesso a 10 milioni di TEU. La terza fase, aperta a stadi, fu completata nel 2010 e vide l'aggiunta di sette ormeggi.
Il seguito del progetto prevede la realizzazione di una quarta banchina entro il 2015, che dovrebbe aggiungere 4 milioni di TEU alla capacità annuale del porto. In tal modo la lunghezza totale delle banchine per portacontainer dovrebbe arrivare a 10 km, con una capacità teorica di 15 milioni di TEU.

## Galleria d'immagini

Veduta panoramica del lato sud del porto

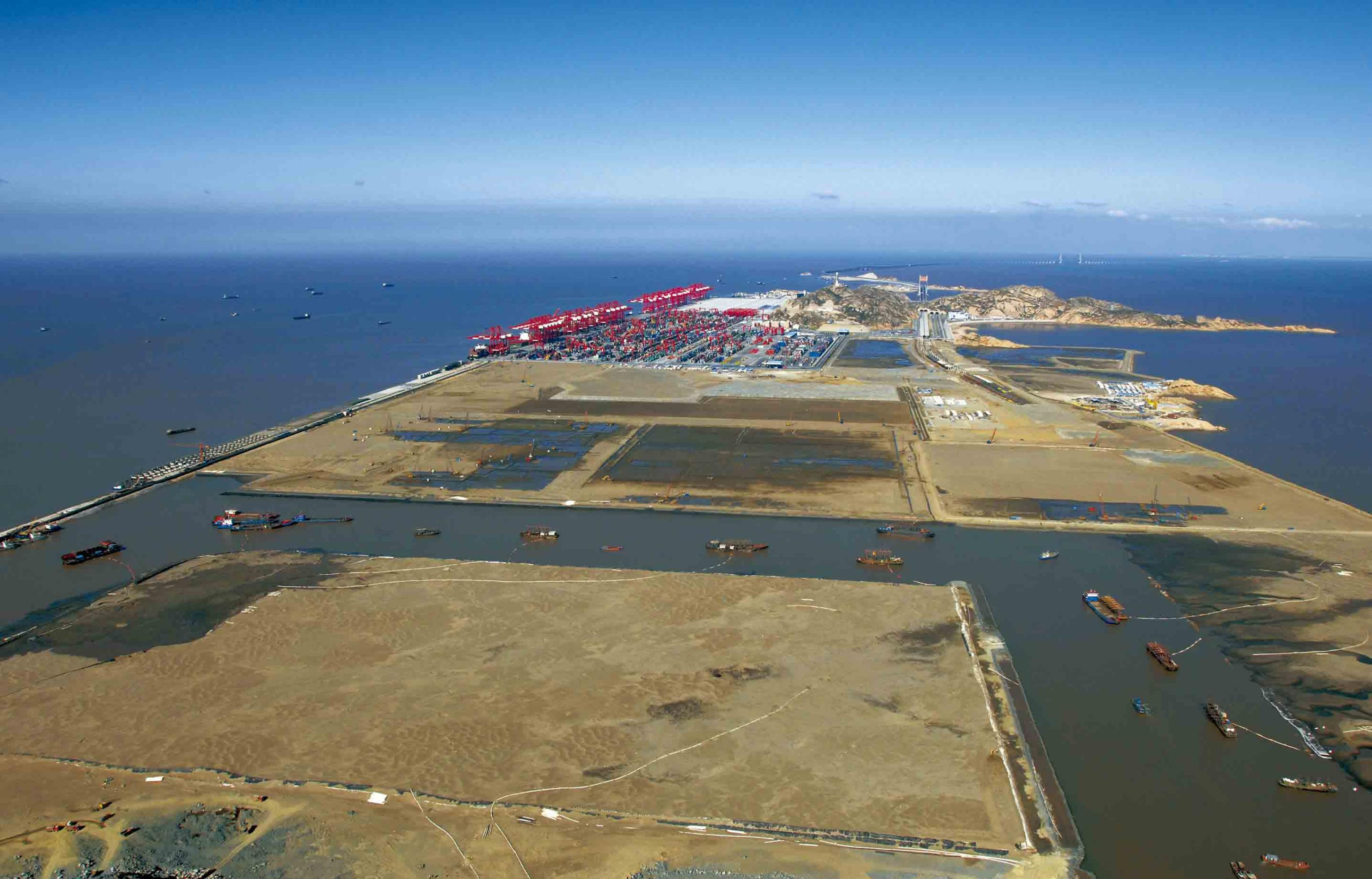
Terra sottratta al mare del porto in acque profonde di Yangshan
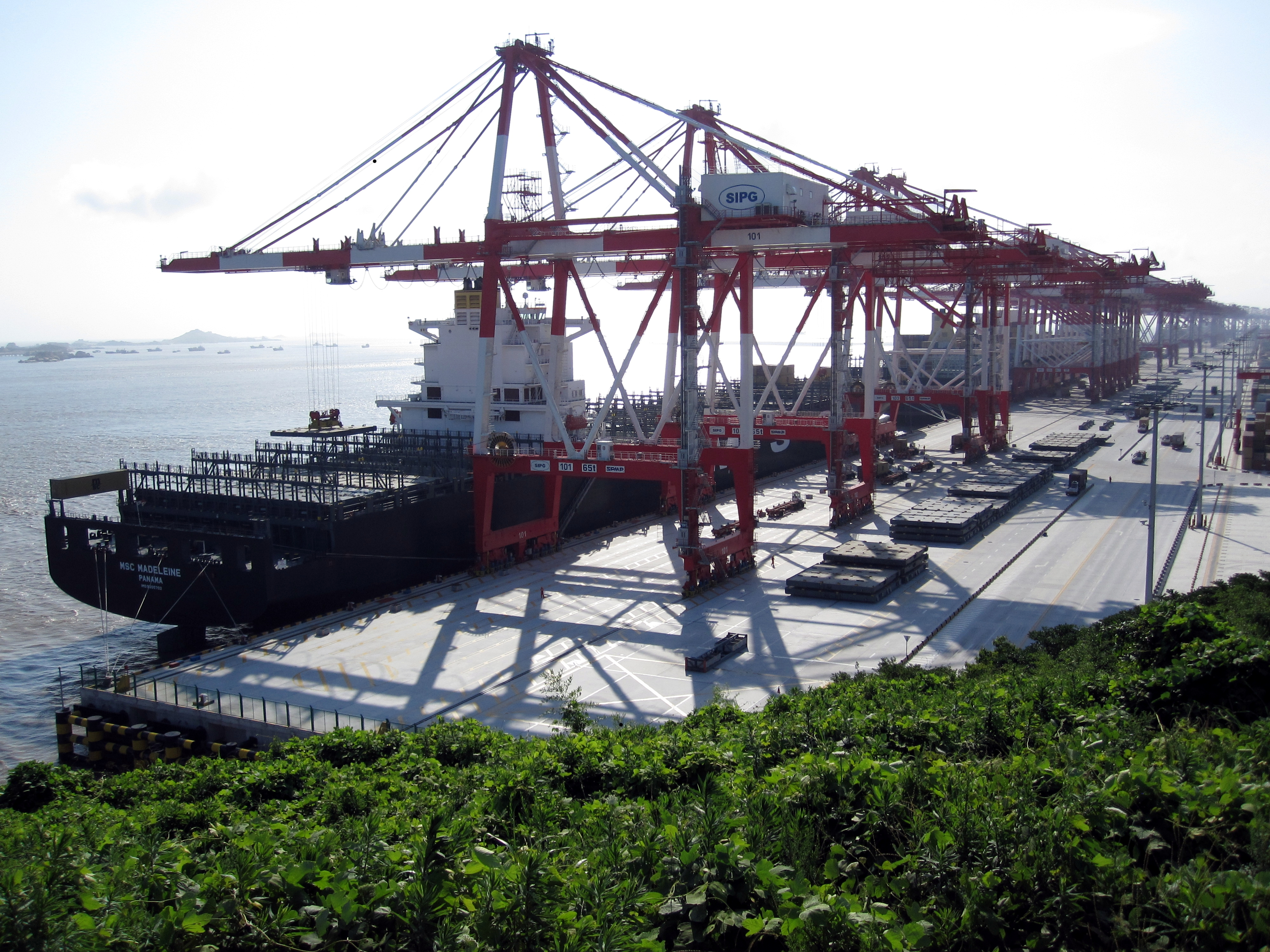
Banchina principale
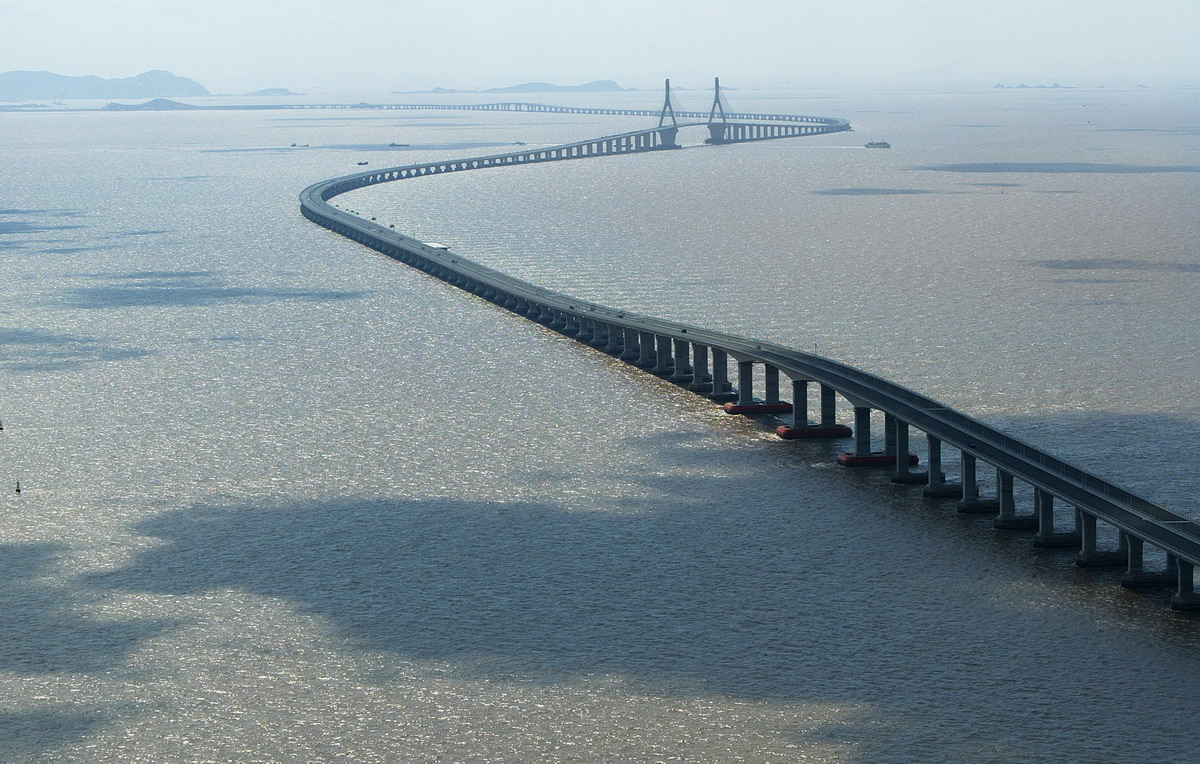
Ponte di Donghai
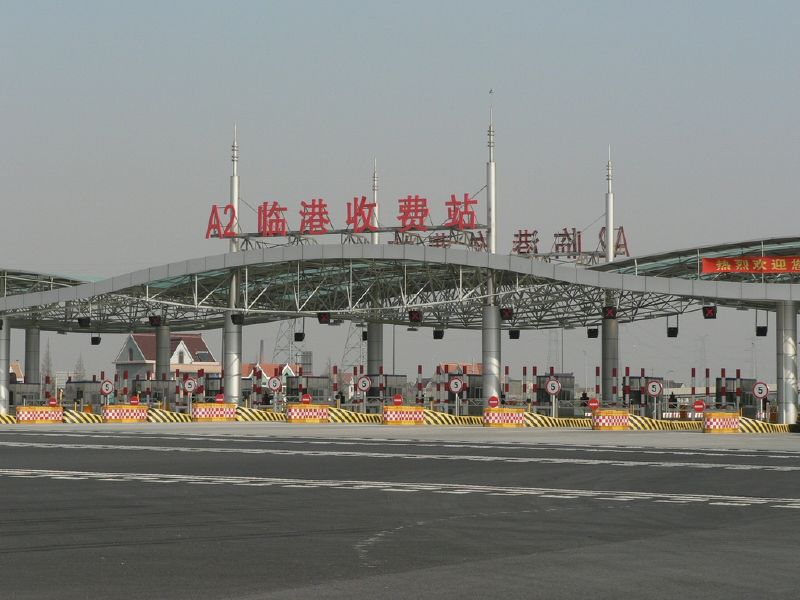
L'entrata alla zona del porto